# Las Lomas, Las Choapas
Las Lomas är en ort i Mexiko.   Den ligger i kommunen Las Choapas och delstaten Veracruz, i den sydöstra delen av landet, 600 km öster om huvudstaden Mexico City. Las Lomas ligger 33 meter över havet och antalet invånare är 122.
Terrängen runt Las Lomas är platt åt nordost, men åt sydväst är den kuperad. Runt Las Lomas är det ganska glesbefolkat, med 45 invånare per kvadratkilometer. Närmaste större samhälle är Los Framboyanes, 9,6 km sydost om Las Lomas. Omgivningarna runt Las Lomas är en mosaik av jordbruksmark och naturlig växtlighet.